# Sandoy
Sandoy (en danés: Sandø) es la quinta isla en extensión de las 18 que forman el archipiélago de las Islas Feroe (Dinamarca), situado en el Mar de Noruega.
Su nombre significa La Isla de la Arena, y hace referencia a las playas que se pueden encontrar a lo largo de toda la costa insular. Geográficamente, es la isla más llana de todo el archipiélago, lo que la convierte en un lugar ideal para la práctica del ciclismo.
- Extensión: 112,1 km²
- Población: 1.393 (2002)
- Punto más alto: Tindur, 479 metros

A la región administrativa de Sandoy pertenecen las islas de Skúvoy y Stóra Dímun con sus 62 habitantes. Algunas poblaciones de importancia de la isla son Sandur, Skálavík, Skopun y Húsavík.
La isla está conectada a través de un ferry con la capital, Tórshavn. Desde 2004, se llevan a cabo los trabajos para la construcción de túnel bajo el mar que una la isla con Streymoy. Dicha obra está siendo llevada a cabo por una empresa con capital escocés y feroés, y su finalización y puesta en marcha está estimada para 2023.

## Leyendas deSandoy

### La Dama de Húsavík

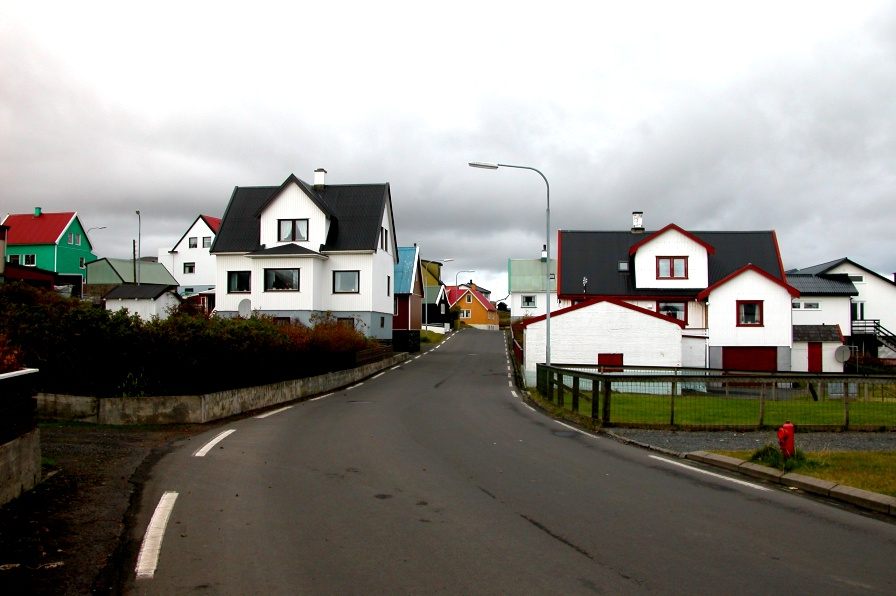
Calles del pueblo de Sandur, Sandoy.

Húsavík, población de 88 habitantes situada en la costa oriental de la isla, fue el escenario de una de las leyendas más populares dentro del folklore nacional.
Una joven pobre llamada Sissal, a las órdenes de un adinerado granjero de la zona, tiene un extraño sueño una tarde que se queda dormida en los pastos de su amo. Dicho sueño le insta a que cave bajo el suelo sobre el que se encuentra, ya que encontrará grandes cantidades de oro. Dicho sueño se le repite en varias ocasiones, por lo que finalmente decide pedir consejo a una sabia anciana de la zona.
Ésta le aconseja que lleve a cabo dicha excavación. Al hacerlo, Sissal encuentra el famoso cuerno de oro de Sigmundur Brestisson (uno de los personajes más importantes de La Saga de los Feroeses). La joven lleva tal descubrimiento al granjero para el que trabaja, el cual lo remite al rey de Dinamarca. El monarca, agradecido por este regalo, le concede a Sissal una propiedad en la isla, así como la cantidad de dinero equivalente al precio del cuerno de oro.

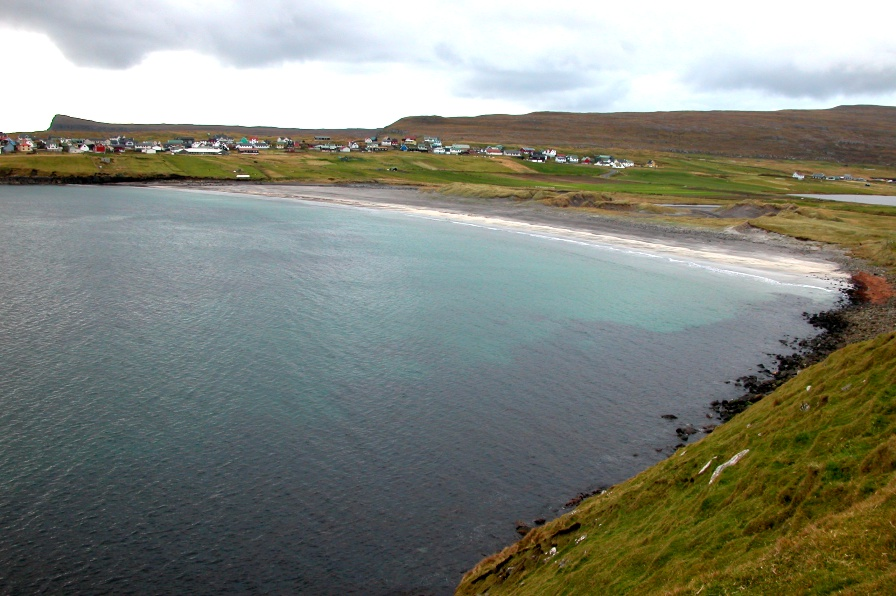
Sandsvágur, la única playa de las islas con dunas.

Con dicho dinero, adquirió todas las tierras de Húsavík, así como de la vecina Skarvanes, convirtiéndose en la mujer más rica de la historia de las islas. Hoy en día, los restos de su granja Heimi a Garði aún puede encontrarse en la localidad.

### Gívrinarhol
Dentro de esta cueva, situada al oeste de Sandur, vive una mujer trol. La leyenda cuenta cómo un hombre fue en busca de esta cueva y encontró a la trol junto a un niño y rodeados de cantidades ingentes de oro.
Como la trol era ciega, el hombre tuvo el coraje para robar el oro que les rodeaba e incluso el montón con el que jugaba el bebé. Aunque ella no veía nada de lo que ocurría, cuando el niño se vio privado de su juguete, comenzó a llorar, con lo que la dueña del tesoro se dio cuenta de que algo estaba sucediendo. Intentó buscarle por toda la cueva, pero el hombre ya había escapado a caballo.
Enfurecida, la trol gritó y llamó a su vecina para que vengara tal afrenta. Su amiga no dudó en darle caza por lo que corrió tras el ladrón, saltando sobre el lago Gróthúsvatn (dejando unas huellas que pueden ser vistas hoy en día y que reciben el nombre de Gívrunarspor). 
Aunque el hombre llevaba cierta ventaja, finalmente la trol consiguió agarrar la cola del caballo, no parándolo, pero si consiguiendo que fuera más lentamente. Ante el temor de ser atrapado, el hombre continuó cabalgando, haciendo que la mujer se quedara con la cola en la mano.
Finalmente, consiguió derribar al caballo y al hombre, pero ambos ya estaban cerca del pueblo, al lado de la iglesia, por lo que la trol perdió sus poderes. Más tarde, el oro conseguido por el hombre sería utilizado para hacer candelabros para el altar de la iglesia.